# Nước mắt mùa thu
"Nước mắt mùa thu" là một ca khúc theo chủ đề mùa thu của nhạc sĩ Phạm Duy sáng tác vào thập niên 1970. Ca khúc gắn liền với tiếng hát của danh ca Lệ Thu cả trước và sau năm 1975.

## Hoàn cảnh sáng tác
Năm 1971, Phạm Duy sáng tác ca khúc này và được biểu diễn bởi ca sĩ Lệ Thu, có ý kiến cho rằng Lệ Thu nhận được ca khúc này sau khi đã thể hiện thành công bài Ngậm ngùi và giúp bài hát trở nên phổ biến.
Lưu ý: Không có thông tin chính xác rằng ca khúc này viết về ca sĩ Lệ Thu.

## Nội dung
Bài hát mô tả một khung cảnh mùa thu nghĩa trang đìu hiu với những chiếc lá rơi xuống như giọt nước mắt.
Nước mắt mùa Thu khóc ai trong chiều 
Bằng cây trút lá nghĩa trang đìu hiu
 Từng chiếc từng chiếc lệ khô vàng héo 
Buồn thương từng kiếp nằm trong mộ réo tên người đời quên
 Nước mắt mùa Thu khóc thương triền miên.

## Ca sĩ thể hiện
Nước mắt mùa thu được Lệ Thu thể hiện thành công từ trước và sau năm 1975, có ít nhất khoảng 7 lần Lệ Thu đã thu thanh bài hát này. Trước năm 1975, Lệ Thu đã 3 lần thu âm trong băng nhạc Trường Hải 4, băng nhạc Jo Marcel thu âm trực tiếp tại phòng trà và băng nhạc "Tiếng Hát Lệ Thu" do chính bà thực hiện. Năm 2004, Lệ Thu cũng thể hiện lại trên chương trình Paris By Night 72 và ASIA 69 của Trung tâm Asia vào năm 2012. Bài hát cũng được danh ca Khánh Ly cũng như Julie Quang thể hiện rất thành công.